# Бугрій Володимир Станіславович
Володимир Станіславович Бугрій (нар. 23 квітня 1964, сел. Жовтневе Білопольського району (нині селище Миколаївка Сумського району), Сумської області, Української РСР — пом. 19 листопада 2021, м. Суми, Україна) — український науковець, доктор педагогічних наук, професор, завідувач кафедри історії України Сумського державного педагогічного університету імені А. С. Макаренка (2015—2020).

## Життєпис
Володимир Бугрій народився 1964 року в селищі Жовтневе Білопольського району (нині селище Миколаївка Сумського району) на Сумщині.
Після закінчення середньої школи у селищі Жовтневе Білопольського району навчався на історичному факультеті Харківського державного університету, який закінчив 1987 року та отримав кваліфікацію історика, викладача історії та суспільствознавства. З 1990 року працював викладачем на історичному факультеті Сумського державного педагогічного інституту імені А. С. Макаренка.

## Наукова діяльність
2006 року Володимир Бугрій у Житомирському державному університеті імені Івана Франка захистив кандидатську дисертацію на тему: «Становлення та розвиток системи краєзнавчої роботи в школах Північно- Східної України (20-30-ті рр. ХХ ст.)».
2013 року захистив докторську дисертацію на тему «Розвиток шкільного краєзнавства в Україні (друга половина ХХ — початок ХХІ ст.)». 2015 року отримав вчене звання професора кафедри історії України Сумського державного педагогічного університету імені А. С. Макаренка. Керував науковою школою у Сумському державному педагогічному університеті імені А. С. Макаренка.
Під керівництвом ученого було захищено три кандидатські дисертації за напрямами досліджень наукової школи:
- Ярош Наталія Володимирівна, кандидат педагогічних наук, тема дослідження «Розвиток суспільствознавчої освіти в школах України (кінець 50-80-х рр. ХХ ст.)», 2009—2015, СДПУ імені А. С. Макаренка, викладачка кафедри історії України;
- Драновська Світлана Вікторівна, кандидат педагогічних наук, доцент, тема дослідження «Розвиток змісту навчання історії України в загальноосвітніх школах 60–90-х рр. ХХ ст.», 2010—2015 рр., КЗ СОІППО, завідувач кафедри соціально-гуманітарної освіти.
- Євтушенко Євген Григорович, кандидат педагогічних наук, тема дослідження «Розвиток фізичного виховання та спорту у вищих педагогічних навчальних закладах України (1944—1991 рр.)», 2013—2018 рр., Сумський НАУ, старший викладач кафедри фізичного виховання та спорту[3].

Був членом спеціалізованої вченої ради Д 55.053.01 Сумського державного педагогічного університету імені А. С. Макаренка.
Сфера наукових інтересів
- історичне краєзнавство, історія рідного краю, історія освіти, історіографія історії України.

Основні наукові публікації
- Бугрій В. С. Історія та культура України. Суми: ФОП Цьома С. П., 2017. 318 с.
- Государственная политика Украины по развитию исторической науки и образования в высших педагогических учебных заведениях // Актуальные проблемы организации обучения в высшей и средней школе. Монография / В. С. Бугрий и др. Саарбрюкен / Германия: LAP LAMBERT Academic Publishing, 2018. С.53-70.
- Система управления исторической наукой в педагогических институтах Украины // Управление высшим и среднем образованием. Монография / В. С. Бугрий и др. Саарбрюкен / Германия: LAP LAMBERT Academic Publishing, 2019. С.209-225.
- Бугрій В. С. Становлення історичної науки і освіти у Сумському інституті соціального виховання (початок 30-х рр. ХХ ст.) // Науковий вісник Миколаївського національного університету імені В. О. Сухомлинського. Історичні науки. 2016. № 2 (42). С.13-19
- Бугрій В. С. Кількісні та якісні показники викладацького складу вищих педагогічних навчальних закладів Сумської області (другаполовина 40-х — перша половина 50-х рр. ХХ ст.) // Педагогічні науки: теорія, історія, інноваційні технології. 2016. № 3 (57). С.3-9.
- Бугрій В. С. Становлення професійної історичної освіти у Сумському державному педагогічному університеті імені А. С. Макаренка // Педагогічні науки: теорія, історія, інноваційні технології. 2018. № 7 (81). С.3-9.
- Бугрій В. С. Організаційні та змістові засади вищої історичної освіти в Україні на початку ХХ ст. // Теоретичні питання культури, освіти та виховання. 2018. № 2 (58). С.54-58.
- Бугрій В. С. Зміст історичної освіти в інститутах соціального виховання України (1930—1933) // Теоретичні питання культури, освіти та виховання. 2019. № 1. С.54-58.
- Бугрій В. С. Організаційні засади історичної освіти в Сумському педагогічному інституті (1933—1943) // Педагогічні науки: теорія, історія, інноваційні технології. 2019. № 6 (90). С.200-210.
- Бугрій В. С. Факультативи в системі науково-предметної підготовки майбутніх учителів історії в педагогічних інститутах України (друга половина 40-х — 50-ті роки ХХ ст.) // Актуальні питання гуманітарних наук: міжвузівський збірник наукових праць молодих вчених Дрогобицького державного педагогічного університету імені Івана Франка. Дрогобич: Видавничий дім «Гельветика», 2020. Вип. 27. Том 6. С. 4-8.
- Бугрій В. С., Ярош Н. В. Повоєнні реалії повсякденного життя викладачів кафедр історії Сумського педагогічного інституту (друга половина 40-х — початок 50-х рр. хх ст.) // Вчені записки Таврійського національного університету імені В. І. Вернадського. Серія: Історичні науки. Том 31 (70). № 1. 2020. С. 8-12.
- Бугрій В. С., Ярош Н. В. Повоєнні реалії повсякденного життя викладачів кафедр історії Сумського педагогічного інституту (друга половина 40-х — початок 50-х рр. хх ст.) // Вчені записки ТНУ імені В. І. Вернадського. Серія: Історичні науки . Том 31 (70) № 1 2020. С. 8-12.

## Відзнаки
- 2016 — Почесна відзнака Сумської міської ради «За заслуги перед містом» I ступеня — за багаторічну сумлінну працю, значний внесок в розбудову освітньої галузі та університету, творчу організаторську роботу по впровадженню інноваційних освітніх технологій та з нагоди 35-ї річниці навчально-наукового інституту історії та філософії Сумського державного педагогічного університету імені А. С. Макаренка[5];
- 2017 — Почесний громадянин селища Миколаївки Білопільського району[6].